# Oxicefàlia
L'oxicefàlia, també anomenada de vegades acrocefàlia (del grec akros, alt, i kephalé, cap) o hipsocefàlia (del grec hypsos, alt, i kephalé, cap), és una anomalia congènita del crani, en la qual la part superior del cap assumeix una forma cònica o punxeguda. El diàmetre vertical del cap predomina sobre les altres mesures i va acompanyada de certa desviació en sentit anteroposterior. Els índexs vertico-transversal i vertico-longitudinal són, respectivament, majors de 98 i de 75. Es deu sovint a la sutura precoç de les sutures sagital i frontoparietal.
L'oxicefàlia és considerada el tipus més greu de craneoestenosi.